# Herbert McLean Evans
Herbert McLean Evans, född 23 september 1882 i Modesto i Kalifornien, död 6 mars 1971 i Berkeley i Kalifornien, var en amerikansk anatom och embryolog.
År 1908 tog Evans examen i medicin vid Johns Hopkins University, och blev så småningom professor i anatomi. Han flyttade tillbaka till Kalifornien 1915, blev professor i anatomi vid University of California i Berkeley, en befattning han kom att inneha till sin död. 
Hans medicinska forskning vid Berkeley undersökte problem relaterade till mänsklig näringslära, endokrinologi, embryologi och histologi. 
År 1918 ledde hans forskning kring de mänskliga kromosomerna honom till slutsatsen att antalet var 48, vid en tid då de flesta forskare antog att antalet var mycket högre. Denna siffra var allmänt accepterad fram till 1956, när den svenske genetikern Albert Levan och amerikanen Joe Hin Tjio upptäckte att det korrekta antalet är 46. Evans hade mycket större framgångar med hormoner extraherade från främre loben av hypofesen. Han isolerade humant tillväxthormon, av avgörande betydelse för mänsklig tillväxt och utveckling. 
År 1922 upptäckte han E-vitamin tillsammans med Katharine Scott Bishop vid laboratorieförsök på råttor.
Evans blev direktör vid institutet för experimentell biologi i Berkeley 1931. Han fortsatte sin forskning på vitamin E och lyckades 1937 isolera den rena substansen ur vetegroddar. Han fastslog också formeln C29H50O2. Han var med om att utveckla reproduktionssystemets forskning tillsammans med Miriam Simpson och C.H. Li, genom att studera brunstcykeln hos råttor. Evans har också tillskrivits utvecklingen av Evans blue', en metod som bestämmer blodvolymen hos människor och djur.
Evans invaldes 1952 som utländsk ledamot av Kungliga Vetenskapsakademien i Stockholm.